# 2798 Вергілій
2798 Вергілій (2798 Vergilius) — астероїд головного поясу, відкритий 24 вересня 1960 року.
Тіссеранів параметр щодо Юпітера — 3,507.